# 杜貝奇內
51°32′39″N 24°22′57″E / 51.54417°N 24.38250°E

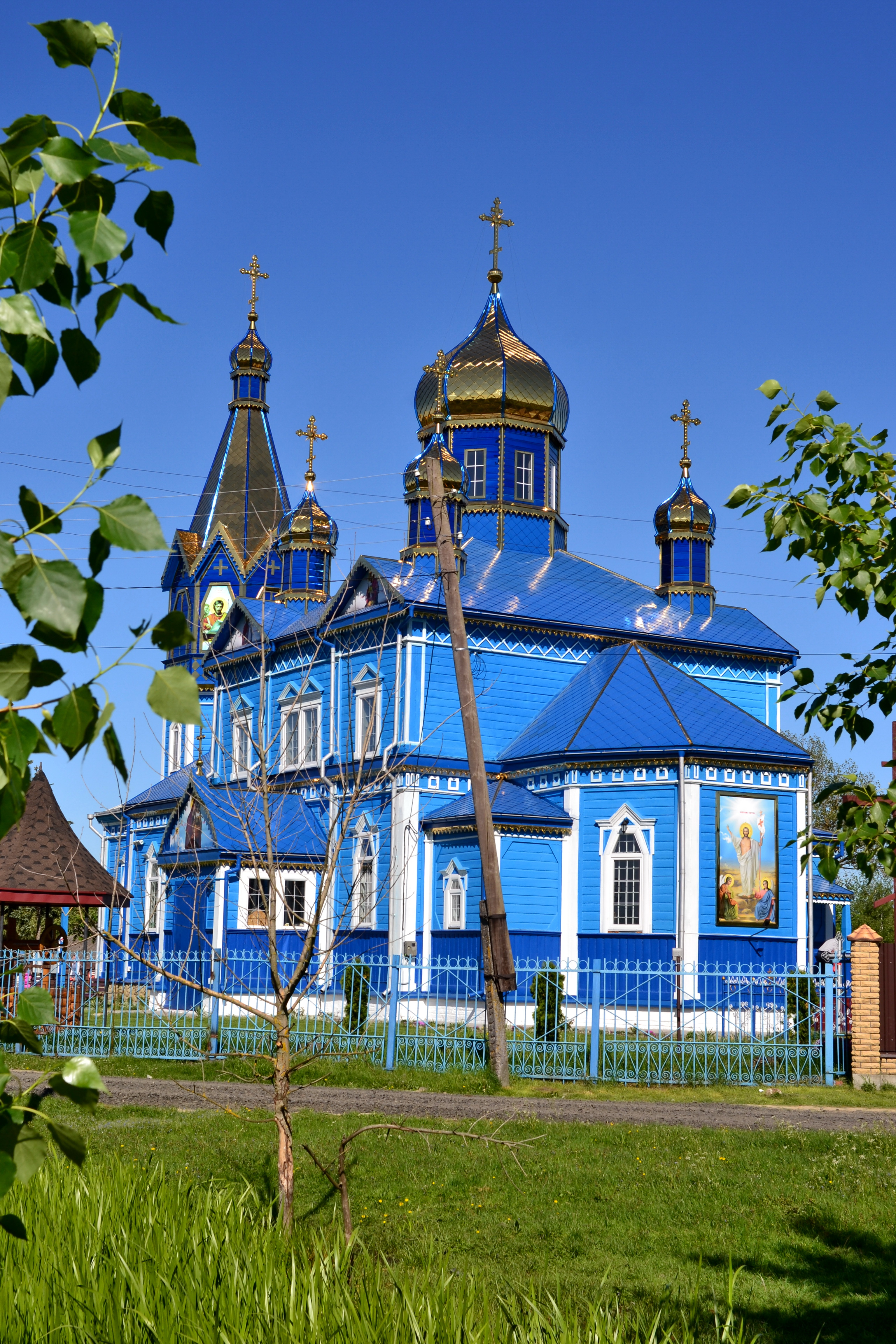
教堂

杜貝奇內（烏克蘭語：Дубечне），是烏克蘭西北部沃倫州科韋利區杜貝奇內市鎮的村莊及其行政中心。始建於1565年，面積9.22平方公里，海拔高度165米，2001年人口2,395，人口密度每平方公里260人。